# 比嘉諒人
比嘉 諒人（ひが りょうと、1990年10月17日 - ）は、大阪府生まれ、岐阜県高山市出身のサッカー選手。ポジションは、ミッドフィールダー。

## 来歴
高校時代はアルビレックス新潟ユースでプレーし、新潟医療福祉大学へ進学。3年時、北信越大学サッカーリーグ1部で18得点を挙げ得点王、さらに6アシストでアシスト王も獲得し、ベストイレブンに選出された。
2013年、FC岐阜SECONDへ入団。東京国体では岐阜県選抜として出場し、チーム最多の4得点を挙げて初優勝に大きく貢献した。シーズン終了後、教員免許を生かして転身しようと就職活動を始めたが、ラモス瑠偉監督の勧めで同年12月末のトップチーム選手選考会に参加。
リーグ開幕後の2014年3月より、トップチームのFC岐阜へ昇格した。
2016年からブラウブリッツ秋田へ期限付き移籍により加入 。
2017年より完全移籍。。
2017年限りで契約満了となり退団 。

## 所属クラブ
- 高山市立日枝中学校
- アルビレックス新潟ユース
- 新潟医療福祉大学
- 2013年  FC岐阜SECOND
- 2014年3月 - 2016年  FC岐阜
  - 2016年  ブラウブリッツ秋田（期限付き移籍）
- 2017年  ブラウブリッツ秋田

## 個人成績
| 国内大会個人成績 | 国内大会個人成績 | 国内大会個人成績 | 国内大会個人成績 | 国内大会個人成績 | 国内大会個人成績 | 国内大会個人成績 | 国内大会個人成績 | 国内大会個人成績 | 国内大会個人成績 | 国内大会個人成績 | 国内大会個人成績 |
| 年度             | クラブ           | 背番号           | リーグ           | リーグ戦         | リーグ戦         | リーグ杯         | リーグ杯         | オープン杯       | オープン杯       | 期間通算         | 期間通算         |
| 年度             | クラブ           | 背番号           | リーグ           | 出場             | 得点             | 出場             | 得点             | 出場             | 得点             | 出場             | 得点             |
| 日本             | 日本             | 日本             | 日本             | リーグ戦         | リーグ戦         | リーグ杯         | リーグ杯         | 天皇杯           | 天皇杯           | 期間通算         | 期間通算         |
| ---------------- | ---------------- | ---------------- | ---------------- | ---------------- | ---------------- | ---------------- | ---------------- | ---------------- | ---------------- | ---------------- | ---------------- |
| 2013             | 岐阜2            | 8                | 東海1部          | 12               | 3                | -                | -                | 1                | 0                | 13               | 3                |
| 2014             | 岐阜             | 36               | J2               | 27               | 1                | -                | -                | 0                | 0                | 27               | 1                |
| 2015             | 岐阜             | 16               | J2               | 1                | 0                | -                | -                | 2                | 0                | 3                | 0                |
| 2016             | 秋田             | 36               | J3               | 16               | 1                | -                | -                | 1                | 0                | 17               | 1                |
| 2017             | 秋田             | 36               | J3               | 2                | 0                | -                | -                | 1                | 0                | 3                | 0                |
| 通算             | 日本             | 日本             | J2               | 28               | 1                | -                | -                | 2                | 0                | 30               | 1                |
| 通算             | 日本             | 日本             | J3               | 18               | 1                | -                | -                | 2                | 0                | 20               | 1                |
| 通算             | 日本             | 日本             | 東海1部          | 12               | 3                | -                | -                | 1                | 0                | 13               | 3                |
| 総通算           | 総通算           | 総通算           | 総通算           | 58               | 5                | -                | -                | 5                | 0                | 63               | 5                |

- Jリーグ初出場 - 2014年4月20日 J2第8節 対栃木SC（岐阜メモリアルセンター長良川競技場）
- Jリーグ初得点 - 2014年5月6日 J2第12節 対ジェフユナイテッド千葉（岐阜メモリアルセンター長良川競技場）

## タイトル

### クラブ
新潟医療福祉大学
- 北信越大学サッカーリーグ1部 (2009年、2012年)

岐阜県国体選抜
- 国民体育大会サッカー競技 成年男子 (2013年)

ブラウブリッツ秋田
- J3リーグ：1回（2017年）

### 個人
- 北信越大学サッカーリーグ1部 ベストイレブン (2011年)
- 北信越大学サッカーリーグ1部 得点王 (2011年)
- 北信越大学サッカーリーグ1部 アシスト王 (2011年)
- 東海社会人サッカーリーグ1部 ベストイレブン (2013年)